# دائرة هسلت
دائرة هَسِلت أو هَصِلط أو (نقحرة: هاسيلت) هي دائرة إدارية في بلجيكا، تتبع ليمبورغ.

## التقسيمات الإدارية
- As, Belgium [الإنجليزية]‏
- Beringen, Belgium [الإنجليزية]‏
- Diepenbeek [الإنجليزية]‏
- جينك
- Gingelom [الإنجليزية]‏
- Halen [الإنجليزية]‏
- Ham, Belgium [الإنجليزية]‏
- هاسلت
- Herk-de-Stad [الإنجليزية]‏
- اوسدان-زولده
- Leopoldsburg [الإنجليزية]‏
- لومين
- Nieuwerkerken [الإنجليزية]‏
- Opglabbeek [الإنجليزية]‏
- سانت تروند
- Tessenderlo [الإنجليزية]‏
- Zonhoven [الإنجليزية]‏
- Zutendaal [الإنجليزية]‏.